# Masahiko Ozaki
Masahiko Ozaki (japanisch 尾崎 雅彦, Ozaki Masahito; * 5. Februar 1958 in Tokio) ist ein ehemaliger japanischer Radrennfahrer.

## Sportliche Laufbahn
Ozaki war im Bahnradsport aktiv und Spezialist für den Sprint und Keirinrennen. Er absolvierte die Japan Keirin School, in der japanische Bahnfahrer zu professionellen Keirinfahrern ausgebildet wurden. 1977 bestritt er sein erstes Rennen und feierte in jener Saison auch seinen ersten Sieg. Er schaffte es 1979 in das Keirin-Finale der japanischen Meisterschaft, das Kōichi Nakano gewann. Von den bedeutenden Keirinturnieren gewann er den Miya Cup 1983.
Bei den Bahnradsport-Weltmeisterschaften 1980 gewann er beim Sieg Kōichi Nakano von die Silbermedaille im Sprint der Berufsfahrer.